# Bryce Canyon City
Bryce Canyon City – miasto w Stanach Zjednoczonych, w stanie Utah, w hrabstwie Garfield.